# سيرجيو كاستانيو أورتيغا
سيرجيو كاستانيو أورتيغا (بالإسبانية: Sergio Castaño)‏ (2 فبراير 1982 بدوس إيرماناس في إسبانيا - ) هو لاعب كرة قدم إسباني في مركز الوسط. لعب مع إشبيلية أتلتيكو ونادي أوسبيتاليت ونادي بونتيفيدرا ونادي خيريث ونادي سبتة وCD Internacional de Fútbol Sevilla Dos Hermanas ‏ وArroyo CP ‏ وDos Hermanas CF ‏ وDeportivo Aragón ‏.

## وصلات خارجية
- سيرجيو كاستانيو أورتيغا على موقع قاعدة بيانات كرة القدم.إي يو (الإنجليزية)
- سيرجيو كاستانيو أورتيغا على موقع Soccerway.com (الإنجليزية)
- سيرجيو كاستانيو أورتيغا على موقع AS.com (الإسبانية)